# Chiesa di Santa Maria del Pozzo (Nemi)
La chiesa di Santa Maria del Pozzo è il principale luogo di culto cattolico di Nemi, in provincia di Roma, nella sede suburbicaria di Albano.
La leggenda vuole che il nome sia originato da un'apparizione della Madonna ad alcune ragazze in prossimità di un pozzo posto in prossimità dell'antica chiesa. L'attuale struttura venne ricostruita sull'antica alla fine del XVII secolo dal feudatario Mario Frangipane.